# Палкін В'ячеслав Сергійович
В'ячесла́в Сергі́йович Па́лкін (6 вересня 1935, селище Голубівка — 31 травня 2008, Харків) — український професор, завідувач кафедри хорового диригування Харківського державного університету мистецтв ім. І. П. Котляревського, Заслужений діяч мистецтв України, Народний артист України, Лауреат Національної премії України імені Тараса Шевченка(2003), член кореспондент Національної Академії мистецтв України.

## Біографічні відомості
Палкін В'ячеслав Сергійович народився 6 вересня 1935 року на Луганщині. Після закінчення диригентсько-хорового факультету Харківської державної консерваторії у 1960 році розпочав творчу діяльність як хормейстер, а потім художній керівник і диригент професійного хору української пісні Харківської обласної філармонії.
У 1962–1975 р.р. — викладач, доцент, завідувач кафедри хорового диригування Харківського державного інституту культури.
З 1975 р. по 1978 р. викладав курс естетики в Харківському юридичному інституті.
З 1978 р. В. С. Палкін працював доцентом, завідувачем кафедри хорового диригування Харківського державного університету мистецтв ім. І. П. Котляревського. З 1988 р. — професор.
Помер 31 травня 2008 року.

## Виконавська кар'єра
Палкін упродовж 50 років керував хоровими колективами, що отримували звання лауреатів на різноманітних конкурсах і фестивалях, репрезентуючи хорове виконавське мистецтво Харкова в Україні, Росії, Молдові, Грузії, країнах Балтії, Німеччині, Польщі, США. Серед найвідоміших колективів — народна чоловіча хорова капела Національної юридичної академії України імені Ярослава Мудрого та Камерний хор Харківської філармонії, створений за ініціативою В. С. Палкіна на базі аматорського хорового колективу обласного відділення Музичного товариства України у 1990 р.
Палкін — автор методичних посібників «Вокально-хорові вправи», «Досвід аналітичної роботи керівника хору над творами великої форми», «Вокальна робота в хорі» та інших.

## Громадська діяльність
В. С. Палкін — активний громадський діяч. Він був членом Комітету з Національної премії України імені Тараса Шевченка, членом Національної Всеукраїнської музичної спілки, головою Харківського обласного відділення Хорового товариства України, постійним учасником постановчих груп численних творчих звітів майстрів мистецтв та творчих колективів Харківської області у Києві, був членом журі І, ІІ та ІІІ Всеукраїнських конкурсів хорових диригентів, Всеукраїнського конкурсу хорових колективів. Він отримав звання лауреата у регіональних рейтингах «Харків'янин ХХ століття», та «Харків'янин року — 2001, 2003, 2004, 2005».

## Відзнаки і нагороди
Палкіна відзначено званнями лауреата премій — творчою премією Харківського міськвиконкому імені Іллі Слатіна (1996 р.), Харківської обласної державної адміністрації імені Олександра Масельського (1997), нагороджений Почесною грамотою Кабінету Міністрів України (1999), орденом «За церковні заслуги преподобного Нестора-літописця», присуджено стипендію Харківської облдержадміністрації імені Миколи Мануйла на 2001 р., Почесною відзнакою Міністерства культури і мистецтв України (2002).
У 2003 р. присвоєно звання лауреата Національної премії України імені Тараса Шевченка, у 2004 р. нагороджений вищою відзнакою Харківської обласної державної адміністрації «Слобожанська слава», у 2005 р. присуджена премія «Народне визнання».

## Вихованці
В'ячеслав Палкін підготував понад 200 кваліфікованих фахівців, серед яких є кандидати та доктори наук: доктор мистецтвознавства В. І. Рожок, Герой України, лауреат Державної премії України ім. Т. Г. Шевченка, народна артистка України Р. А. Кириченко, доктор педагогічних наук, професор Михайличенко Олег Володимирович. Його випускники здобули звання лауреатів на І, ІІ та ІІІ Всеукраїнських конкурсах хорових диригентів (А. І. Сиротенко — 1998 р., Н. В. Тягноренко — 2001 р., Г. В. Парфьонова — 2005 р.).